# Zeev Sternhell
Zeev Sternhell (en hébreu : זאב שטרנהל) est un historien et universitaire israélien d'origine polonaise, né le 10 avril 1935 à Przemyśl (Pologne) et mort le 21 juin 2020 à Jérusalem (Israël). Il est lauréat en 2008 du Prix Israël pour ses travaux en sciences politiques.

## Biographie
Zeev Sternhell naît à Przemysl, dans une famille juive galicienne. Son père, mobilisé dans l'armée polonaise, est tué dès le début de la Seconde Guerre mondiale. Il est enfermé dans le ghetto avec sa mère et sa sœur qui seront ultérieurement assassinées dans le camp d'extermination de Belzec. Puis il est confié à un oncle en 1942 et passe le reste de la guerre caché à Lwów.
Il est envoyé en 1946 en Avignon, chez un autre oncle et fait ses études au lycée Frédéric-Mistral puis il s'installe en Israël en 1951. Il est élève dans une école agricole de Magdiel puis séjourne dans le kibboutz de Ousha en Galilée. Il poursuit ses études à l'université et est nommé assistant à l'Université hébraïque de Jérusalem en 1960.
Il séjourne à Paris grâce à une bourse d'études, et prépare une thèse sur Maurice Barrès à l'Institut d'études politiques de Paris sous la direction de Jean Touchard. Il la soutient en 1969 et la publie en 1972 sous le titre Maurice Barrès et le nationalisme français. Il est professeur de science politique à l'Université hébraïque de Jérusalem. Il est connu notamment comme spécialiste de la question de la montée et de la naissance du fascisme, en particulier de ses racines françaises. Selon lui, Georges Sorel et le cercle Proudhon sont à l'origine du corpus idéologique fasciste.
Au cours des années 1960, il est directeur de l'Université d'Addis Abeba, à la demande de l'empereur d'Éthiopie Haïlé Sélassié Ier.
Zeev Sternhell meurt à Jérusalem le 21 juin 2020 à l’âge de 85 ans. Il est inhumé au Mont des Répits.

### La Paix maintenant
En tant que membre fondateur du mouvement israélien La paix maintenant (Shalom Akhchav), Zeev Sternhell participe activement au débat politique en Israël, entre autres par ses contributions à la page « Opinions » du quotidien israélien Haaretz. Il prend position contre le camp ultra-nationaliste en Israël et la colonisation, et prône un compromis de paix avec les Palestiniens, affirmant : « si les Palestiniens faisaient preuve de plus de clairvoyance, ils concentreraient leurs actions contre les colonies au lieu de s'en prendre à des femmes et des enfants [en territoire israélien]. »
Le 25 septembre 2008, il est visé par un attentat et blessé par l'explosion d'un engin piégé. « La police […] dit soupçonner les milieux ultra-nationalistes israéliens d'être responsables de l'agression ». Jack Teitel (en) avoue être l'auteur de cet attentat : il s'agit d'un colon issu de l'ultradroite israélienne.
En février 2018, dans une tribune publiée par Le Monde, il compare le sort des juifs avant la guerre et celui des Palestiniens aujourd'hui. Il affirme : « En Israël pousse un racisme proche du nazisme à ses débuts ».

## Travaux
Zeev Sternhell a essentiellement travaillé sur le fascisme en France, sur ses origines et sur la formation de l'idéologie fasciste, irréductible selon lui à la période de l'entre-deux-guerres, et qui trouve ses racines historiques dans la France de la fin du XIXe siècle.
En effet, à partir de 1885 la confluence idéologique d'une partie de la droite nationaliste et de la gauche autour du thème de l'anti-parlementarisme va aboutir, notamment à travers la matrice que constitue le boulangisme, à l'élaboration progressive de la « synthèse fasciste ».
Celle-ci se caractérise essentiellement par un double rejet du libéralisme et du marxisme, auxquels elle prétend substituer une « troisième voie », élaborée par des penseurs comme le socialiste Georges Sorel.

## Controverses
Les résultats de ses recherches sur l'origine et la nature du fascisme sont controversés.
Certains historiens — comme Michel Winock, Pierre Milza et Jacques Julliard — et des spécialistes de l'œuvre de Barrès tel Emmanuel Godo ont contesté l'approche de Zeev Sternhell sur le fascisme français.
Pierre Milza tout en reconnaissant qu'« il y a eu sans aucun doute un fascisme français, qui n'a pas toujours pris la forme de ses homologues italien et allemand mais qui a occupé, dans l'espace politique et culturel de l'hexagone, une place plus grande que ne voulaient bien lui concéder jusqu'à une date récente les plus éminents spécialistes du XXe siècle français », critique Sternhell qui selon lui « voit du “fascisme” partout où il y a critique virulente de la république parlementaire, version IIIe finissante […], un pas que l'examen attentif des faits interdit de franchir ».
Cependant, pour Stanley Payne, « Zeev Sternhell a démontré de manière concluante que la quasi-totalité des idées du fascisme sont apparues en France » et George L. Mosse écrit dans La Révolution fasciste : « Il y eut ainsi des mouvements nationaux-socialistes primitifs en France (qui réunissaient d’anciens dirigeants de la Commune de Paris aux traditions jacobines, mais aussi quelques anarchistes et bourgeois bien-pensants) ».
Les désaccords portent par ailleurs sur la définition sternhellienne du fascisme. Elle ne fait pas consensus au sein des historiens. À Sternhell est reproché, en particulier, l'imprécision de sa définition du fascisme, mais aussi des rapprochements parfois considérés comme hasardeux qu'il fait entre des mouvements aux fondements idéologiques radicalement différents (notamment entre droite conservatrice « légitimiste » et mouvements révolutionnaires nationalistes). Raymond Aron, témoignant en faveur de Bertrand de Jouvenel — qui intentait un procès en diffamation à Sternhell pour la manière dont il l'avait dépeint en 1983 dans Ni droite ni gauche. L'Idéologie fasciste en France — stigmatisait la méthode du chercheur israélien : « Son livre est le plus totalement a-historique qui se puisse concevoir. L'auteur ne remet jamais les choses dans le contexte. Il donne du fascisme une définition tellement vague que l'on peut y rattacher n'importe quoi ».

Certains historiens se demandent s'il est pertinent de relier des personnalités comme Maurice Barrès, Charles Maurras, voire Emmanuel Mounier, à la mouvance fasciste. Ainsi, Emilio Gentile soutient que parler de fascisme en dehors d'un régime ou d'un parti est très problématique : si l'on excepte d'une part les derniers mois du régime de Vichy, d'autre part quelques mouvements très minoritaires autour de Marcel Bucard, la France n'a à proprement parler jamais connu de régime ou de parti fasciste. 

« N’en déplaise aux admirateurs de Zeev Sternhell, dont les travaux possèdent d’évidentes qualités d’érudition et de précision, écrit Olivier Bosc, on ne peut valider son interprétation qui repose sur une conception quasi généalogique de la pensée. Il distribue les certificats d’hérédité idéologique, en s’appuyant sur une méthode d’interprétation tenant à la fois du jeu des Sept Familles et du cadavre exquis. »

Faire, comme Sternhell le propose, du fascisme une idéologie « anti-Lumières » est discuté, dans la mesure où le fascisme reprendrait notamment des idées apparues dans le cadre des Lumières – et surtout de l'Aufklärung allemand, comme un certain constructivisme juridique, ou le rejet des doctrines sociales et politiques fondées sur le christianisme ; alors qu'à la même époque, d'autres mouvements — que Sternhell rapproche du fascisme — comme l'Action française, ou la Révolution conservatrice, rejetaient violemment les Lumières sans adhérer au fascisme — voire en en étant des adversaires, une fois revenus de la fascination qu'il suscitait chez eux.
Le politologue Pierre-André Taguieff lui reproche « une vision anhistorique du fascisme » et « une méconnaissance du rôle moteur joué par la Première Guerre mondiale » en laquelle il voit le véritable « berceau » de l'esprit fasciste. Il est tout aussi sévère envers l'affirmation de Sternhell que le FN se situe dans la filiation de la « droite révolutionnaire » « pré-fasciste », affirmation qui ne serait que l'application de « schémas interprétatifs rigides sur des phénomènes qu'il connaît insuffisamment ».

## Publications
- Maurice Barrès et le nationalisme français, Paris, Pluriel, coll. « Pluriel », 2016 (1re éd. 1972, Armand Colin), 432 p. (ISBN 978-2-8185-0503-8, présentation en ligne), [présentation en ligne].
- La Droite révolutionnaire, 1885-1914 : les origines françaises du fascisme, Paris, Fayard, 2000 (1re éd. 1978, Éditions du Seuil), 436 p. (ISBN 2-213-60581-5, présentation en ligne), [présentation en ligne], [présentation en ligne], [présentation en ligne], [présentation en ligne], [présentation en ligne].
- Ni droite ni gauche : l'idéologie fasciste en France, Paris, Éditions Gallimard, coll. « Folio histoire » (no 203), 2013, 4e éd. (1re éd. 1983, Éditions du Seuil), 1075 p. (ISBN 978-2-07-044382-6, présentation en ligne), [présentation en ligne].
- Naissance de l'idéologie fasciste  (avec Mario Sznajder et Maia Ashéri), Paris, Gallimard, coll. « Folio histoire » (no 58), 1994 (1re éd. 1989, Fayard), 556 p. (ISBN 2-07-032818-X et 978-2-07-031819-3, présentation en ligne), [présentation en ligne], [présentation en ligne].
- (Dir.), L'éternel retour : contre la démocratie, l'idéologie de la décadence, Paris, Presses de la Fondation nationale des sciences politiques, 1994.
- Aux origines d'Israël : entre nationalisme et socialisme, trad. de l'hébreu par Georges Bensimhon avec le concours de l'auteur, Paris, Fayard, 1996 ; Paris, Gallimard, coll. « Folio histoire », 2004.
- (en) avec Shlomo Avineri (éd.), Reflections on Europe's century of discontent, confronting the legacies of Fascism, Nazism and Communism, Jerusalem, The Hebrew University Magnes press, « Hebrew university of Jerusalem, Institute for European studies », 2003.
- Les Anti-Lumières : une tradition du XVIIIe siècle à la Guerre froide, Fayard, « L'espace du politique », 2006; Gallimard, coll. « Folio histoire », (édition revue et augmentée), 2010.
- Histoire et lumières : Changer le monde par la raison, Paris, Éditions Albin Michel, 2014, 365 p. (ISBN 978-2-226-24631-8)
- (Dir.), L’Histoire refoulée : La Rocque, les Croix de feu, et la question du fascisme français, Paris/58-Clamecy, les Éditions du Cerf, 2019, 382 p. (ISBN 978-2-204-13125-4)[24]